# Чавес, Кристиан Габриэль
Кристиан Габриэль Чавес (исп. Cristian Gabriel Chávez; 4 июня 1987, Ломас-де-Самора) — аргентинский футболист, левый нападающий и полузащитник.

## Биография
Кристиан Чавес — сын аргентинца и парагвайки. Он начал свою карьеру в клубе второго аргентинского дивизиона, «Браун» (Адроге), где дебютировал в основном составе в 2006 году. На следующий год футболист был продан в «Сан-Лоренсо». 7 марта 2008 года он сыграл первый матч за новую команду, в котором его клуб победил «Расинг» со счётом 1:0. В том же году он забил гол в Кубке Либертадорес в ворота «Реал Потоси». В 2009 году футболист был арендован клубом «Годой-Крус», за который провёл 35 матчей и забил 3 гола. Следующий год Чавес вновь провёл в аренде, на этот раз в клубе «Атлетико Тукуман», куда он отправился вместе с Фабио Рамосом. В июле 2011 года Чавес вернулся в «Сан-Лоренсо»
14 августа 2011 года Кристиан перешёл в итальянский клуб «Наполи», заплативший за трансфер полузащитника 3 млн евро. 1 октября он дебютировал в клубе, заменив в матче с «Интернационале» Эсекьеля Лавесси; встреча завершилась победой неаполитанцев со счётом 3:0.